# Elezioni regionali in Trentino-Alto Adige del 2003
Le elezioni regionali in Trentino-Alto Adige del 2003 si tennero il 26 ottobre. Nella Provincia autonoma di Trento, esse hanno visto la vittoria di Lorenzo Dellai, sostenuto dal centro-sinistra, che ha sconfitto Carlo Andreotti, sostenuto dal centro-destra. Nella Provincia autonoma di Bolzano, le elezioni hanno visto prevalere la Südtiroler Volkspartei e hanno portato alla riconferma del presidente uscente Luis Durnwalder.

## Provincia autonoma di Trento

### Legge elettorale
Con la legge costituzionale 31 gennaio 2001, n. 2 si è modificato lo statuto speciale del Trentino-Alto Adige lasciando al legislatore la scelta del sistema elettorale permettendo, oltre al mantenimento del precedentemente utilizzato sistema proporzionale di elezione, anche il passaggio ad una modalità di elezione diretta del Presidente della Provincia attraverso l'approvazione di una legge elettorale provinciale.
Un regime transitorio fino all'approvazione della legge elettorale provinciale era disciplinato sempre dalla legge costituzionale 31 gennaio 2001, n. 2 e prevedeva in particolare l'elezione diretta con possibilità di ballottaggio se nessun candidato presidente avesse raggiunto il 50% dei voti espressi.
In Trentino si è scelto di adottare il sistema ad elezione diretta del Presidente della Provincia. Le elezioni si sono così svolte sulla base della normativa contenuta nella legge provinciale 5 marzo 2003, n. 2, applicata per la prima volta in questa tornata elettorale prevedendo oltre all'elezione diretta del Presidente della Provincia la possibilità di preferenza per un singolo partito ad esso collegato e per tre candidati consiglieri. Non si è mantenuto il ballottaggio previsto dal regime elettorale transitorio.

### Esito
Il presidente della provincia uscente, Lorenzo Dellai, sostenuto dall'Intesa democratica autonomista, è risultato riconfermato con il 60,82% dei voti.
L'affluenza è stata del 74,22% con un totale di 296.311 votanti, in calo rispetto al 79,19% delle precedenti regionali. Sono stati eletti consiglieri i candidati presidente Agostino Catalano, Carlo Andreotti, e Lorenzo Dellai. Il presidente della provincia ne fa parte di diritto.

### Risultati

Percentuali dei candidati per comune e comprensorio.

| Candidati                                    | Candidati                    | Voti                  | %     | Liste                                 | Voti    | %     | Seggi |
| -------------------------------------------- | ---------------------------- | --------------------- | ----- | ------------------------------------- | ------- | ----- | ----- |
|                                              | Lorenzo Dellai ✔️ Presidente | 169 916               | 60,82 | Civica Margherita                     | 69 856  | 25,88 | 11    |
| Democratici di Sinistra                      | Lorenzo Dellai ✔️ Presidente | 169 916               | 60,82 | 36 779                                | 13,63   | 5     |       |
| Partito Autonomista Trentino Tirolese        | Lorenzo Dellai ✔️ Presidente | 169 916               | 60,82 | 24 261                                | 8,99    | 3     |       |
| Federazione dei Verdi                        | Lorenzo Dellai ✔️ Presidente | 169 916               | 60,82 | 9 479                                 | 3,51    | 1     |       |
| Leali al Trentino                            | Lorenzo Dellai ✔️ Presidente | 169 916               | 60,82 | 7 079                                 | 2,62    | 1     |       |
| Centro Popolare                              | Lorenzo Dellai ✔️ Presidente | 169 916               | 60,82 | 6 002                                 | 2,22    | –     |       |
| Socialisti Democratici Italiani              | Lorenzo Dellai ✔️ Presidente | 169 916               | 60,82 | 5 192                                 | 1,92    | –     |       |
| Union Autonomista Ladina                     | Lorenzo Dellai ✔️ Presidente | 169 916               | 60,82 | 2 990                                 | 1,11    | 1     |       |
| Partito dei Comunisti Italiani               | Lorenzo Dellai ✔️ Presidente | 169 916               | 60,82 | 2 323                                 | 0,86    | –     |       |
| Seggio del presidente                        | Seggio del presidente        | Seggio del presidente | 60,82 | 1                                     |         |       |       |
|                                              | Carlo Andreotti              | 85 688                | 30,67 | Forza Italia                          | 36 228  | 13,42 | 5     |
| Lega Nord                                    | Carlo Andreotti              | 85 688                | 30,67 | 16 526                                | 6,12    | 2     |       |
| Unione dei Democratici Cristiani e di Centro | Carlo Andreotti              | 85 688                | 30,67 | 13 557                                | 5,02    | 2     |       |
| Alleanza Nazionale                           | Carlo Andreotti              | 85 688                | 30,67 | 10 996                                | 4,07    | 1     |       |
| Trentino Autonomista                         | Carlo Andreotti              | 85 688                | 30,67 | 5 853                                 | 2,17    | –     |       |
| Seggio di coalizione                         | Seggio di coalizione         | Seggio di coalizione  | 30,67 | 1                                     |         |       |       |
|                                              | Agostino Catalano            | 7 891                 | 2,82  | Partito della Rifondazione Comunista  | 7 662   | 2,84  | 1     |
|                                              | Bruno Firmani                | 4 285                 | 1,53  | Italia dei Valori                     | 4 106   | 1,52  | –     |
|                                              | Claudio Taverna              | 4 107                 | 1,47  | Lista Claudio Taverna                 | 3 817   | 1,41  | –     |
|                                              | Guido Gasperotti             | 3 192                 | 1,14  | Movimento per i Diritti - Su la Testa | 3 041   | 1,13  | –     |
|                                              | Benito Rossi                 | 2 213                 | 0,79  | Partito Pensionati                    | 2 159   | 0,80  | –     |
|                                              | Giorgio Leonardi             | 2 092                 | 0,75  | Udeur                                 | 1 897   | 0,70  | –     |
| Totale                                       | Totale                       | 279 384               | 100   |                                       | 269 913 | 100   | 35    |

## Provincia autonoma di Bolzano

### Legge elettorale
In Alto Adige gli elettori sono stati chiamati a votare le liste di partito, scegliendo quattro candidati al loro interno, per comporre il Consiglio provinciale. Non è stata adottata l'elezione diretta del Presidente della Provincia, la cui nomina è rimasta di competenza dell'assise rappresentativa.

### Esito
L'affluenza è stata dell'82,3%, con un totale di 312.229 votanti, in calo rispetto al 85,7% delle precedenti regionali.

### Risultati
| Liste                                            | Voti    | %    | Seggi |
| ------------------------------------------------ | ------- | ---- | ----- |
| Südtiroler Volkspartei                           | 167.353 | 55,6 | 21    |
| Alleanza Nazionale                               | 25.382  | 8,4  | 3     |
| Verdi-Grüne-Vërc                                 | 23.708  | 7,9  | 3     |
| Union für Südtirol                               | 20.554  | 6,8  | 2     |
| Die Freiheitlichen                               | 15.121  | 5,0  | 2     |
| Pace e Diritti - Insieme a Sinistra (DS-PRC-SDI) | 11.575  | 3,8  | 1     |
| Unione Autonomista                               | 11.179  | 3,7  | 1     |
| Forza Italia                                     | 10.186  | 3,4  | 1     |
| Unitalia                                         | 4.499   | 1,5  | 1     |
| Ladins                                           | 4.112   | 1,4  | -     |
| Alternativa Rosa                                 | 2.881   | 1,0  | -     |
| Partito dei Comunisti Italiani                   | 2.614   | 0,9  | -     |
| Lega Nord                                        | 1.626   | 0,5  | -     |
| Totale                                           | 300.790 |      | 35    |

Percentuali dei partiti per comune e comunità comprensoriale.

- La lista Unione Autonomista include: Unione Democratica dell'Alto Adige, La Margherita e UDC.